# Żabno (wieś w województwie wielkopolskim)
Żabno (niem. Hirschdorf)– wieś w Polsce położona w województwie wielkopolskim, w powiecie śremskim, w gminie Brodnica. W latach 1975–1998 miejscowość należała administracyjnie do województwa poznańskiego.
Wieś położona 5 km na północ od Brodnicy przy drodze powiatowej nr 2463 z Grabianowa do Mosiny. We wsi znajduje się skrzyżowanie z drogami powiatowymi nr 2466 przez Baranowo, nr 4060 do Pecnej przez Grzybno oraz nr 4061 do Ludwikowa. Przez wieś przebiega Droga św. Jakuba - wielkopolski odcinek szlaku pielgrzymkowego do katedry w Santiago de Compostela w Galicji w północno-zachodniej Hiszpanii.
Wieś pierwszy raz wymieniana w dokumentach była w 1392. Majątek był podzielony na części, które należały do Żabińskich, Krajkowskich i Rogalińskich. W latach 1465, 1590, 1642 w dokumentach Żabno widnieje jako miasto. W XVIII wieku właścicielami byli Chłapowscy. W 1789 majątek kupił Jakub Biliński, a w 1823 Stanisław Zakrzewski. W 1886 wieś przeszła w ręce niemieckie. W 1887 urodził się we wsi Tadeusz Ruge (zm. 1939 r.) - powstaniec wielkopolski i prezydent Poznania.
Zabytkiem wsi prawnie chronionym jest drewniany kościół św. Jakuba z 1789-1792, o konstrukcji sumikowo-łątkowej, wewnątrz wyposażenie późnobarokowe z ok. 1790. Polichromie ze scenami Wniebowzięcia Najświętszej Marii Panny i aniołów pochodzą z 1956. W ołtarzu głównym znajduje się obraz św. Jakuba, a w zwieńczeniu św. Katarzyny. W ołtarzach bocznych widnieją obrazy Matki Boskiej z Dzieciątkiem oraz św. Józefa. Na ścianach umieszczone są rzeźby świętych.
Pozostałymi atrakcjami są:
- Pomnik nagrobny z 1813, klasycystyczny, na cmentarzu przy kościele;
- Obelisk przed plebanią, z metalowym krzyżem cholerycznym z 1849;
- Dwór z XIX wieku, parterowy, z piętrową wystawką i drewnianą wieżyczką;
- Żabińskie Góry - polodowcowe pasmo ozów, zalesionych, o długości 10 km i szerokości 500-700 m, największa wysokość to 103 m n.p.m., znajduje się na nich wieża przeciwpożarowa, a na zboczu odrestaurowany cmentarz ewangelicki;
- cmentarz ewangelicki z XIX/XX wieku z okazałym modernistycznym grobowcem Bresselów (renowacji nekropolii dokonało Towarzystwo Przyjaciół Ziemi Brodnickiej Gniazdo w ramach autorskiego projektu Pamiętajmy o cmentarzach)[8].

## Urodzeni w Żabnie
- Tadeusz Fuge – major saperów Wojska Polskiego, kawaler Orderu Virtuti Militari, ostatni przedwojenny prezydent Poznania (1937-1939), powstaniec wielkopolski[9].

## Demografia
Liczba mieszkańców miejscowości w poszczególnych latach:
| Rok  | Ilość mieszkańców |
| ---- | ----------------- |
| 1988 | 407               |
| 2002 | 433               |
| 2009 | 500               |
| 2011 | 497               |
| 2021 | 561               |